# Võru kontrakt
Võru kontrakt (estniska: Võru praostkond) är ett kontrakt inom den Estniska evangelisk-lutherska kyrkan.

## Församlingar
- Kanepi församling
- Mehikoorma församling
- Petseri församling
- Pindi församling
- Põlva församling
- Roosa församling
- Rõuge församling
- Räpina församling
- Urvaste församling
- Vastseliina församling
- Võru församling